# 情報サービス産業協会
一般社団法人情報サービス産業協会（じょうほうさーびすさんぎょうきょうかい, JISA）は、日本を代表するシステム・インテグレータや有力ソフトウェア開発企業、シンクタンクを中心として、主要な情報サービス企業567社で構成する業界団体である。1984年に、（社）日本情報センター協会と（社）ソフトウェア産業振興協会の両協会が合併して発足した。

## 活動内容
業界各社の経営や技術の高度化、国際交流、社会全般における情報化の推進等、高度情報化社会の実現をとおして社会に貢献することを目的とし、次のような活動をしている。 
- (1) 情報サービス産業の振興に関する調査研究
- (2) 情報関連技術の研究開発の促進
- (3) ソフトウェアの開発及び利用の促進
- (4) 情報サービス産業に関する国際交流の促進
- (5) 情報サービス産業に係る行政施策に関する建議
- (6) その他前条の目的を達成するために必要な事業

## 歴代会長

### 第6代会長
棚橋康郎（たなはし　やすろう）（新日鉄ソリューションズ代表取締役会長）
略歴は以下のとおり。
- 1941年 岐阜県生まれ
- 1963年 慶應義塾大学経済学部卒業
- 1963年 富士製鐵（現・新日本製鐵）入社
- 1995年 新日本製鐵取締役エレクトロニクス情報通信事業部長
- 1997年 新日本製鐵常務取締役
- 2000年 新日鉄情報通信システム代表取締役社長
- 2001年 新日鉄ソリューションズ代表取締役社長
- 2003年 新日鉄ソリューションズ代表取締役会長
- 2005年 情報サービス産業協会会長（第6代）

棚橋は会長就任に際してマスコミのインタビューに応え、「情報交換や経営者間の懇親が目的の全てでは、いわば仲良しクラブ。経営者が貴重な時間を割いて参加し、加盟するには、本来の目的に立ち戻らなければならない。」と苦言を呈している。

１人物
名古屋千種区に生まれる。
幼少時代は岐阜県大垣市の興文小学校・興文中学校で過ごし、その後愛知県立明和高校
を経て、慶応義塾大学経済学部に入学し、加藤寛ゼミで学んだ。
物事には前捌きで捌いてよい問題もあるが、原点に回帰して構造的に取り組まねばな
らない問題があることをしっかり認識し、後者については労を惜しんではならない教
わった。
卒業後は日本経済の心臓部に近い基幹産業・製鉄業を志し、富士製鉄（現日本製鉄）に
入社した。
入社後、経営企画部・販売管理部・総務部など製鉄事業の企画管理畑を歩んだが、取締
役就任後はバブル崩壊を受け、手を広げ過ぎた新規事業の選択と集中を決断し、整理撤
退すべき事業（半導体事業・シリコンウエハ事業）からの撤退と残すべき事業（情報通
信事業・新素材事業）の育成強化を陣頭指揮した。
その後、子会社の新日鉄情報通信システム（株）社長に就任し、翌年、新日鉄の情報通
信事業部を本体から切り離して統合し、新日鉄ソリューションズ（現日鉄ソリューショ
ンズ）を発足させ、初代社長に就任した。
事業統合した翌年には東京証券取引所１部に上場を果たした。
その間、経団連情報通信委員会情報化部会長、JISA（情報サービス産業協会）会長を引
き受け、ITの黎明期における社会のIT利活用の普及・促進やそれを支える情報システ
ム産業界のレベルアップを主導し、同産業を自他ともに認める21世紀の基幹産業に構
造改革する啓蒙活動に尽力した。
政府の産業構造審議会・国民生活審議会・住民基本台帳推進協議会などの委員としてIT
の視点から情報発信し、貢献した。
折からのコーポレートガバナンス強化に資するため、（株）インターネットイニシアテ
ィブ、村田製作所（株）、横河電機（株）、（株）燦ホールディング、縄文アソシエイツ
（株）などの要請にこたえ、社外取締役を務めた。

２来歴
　　1941年　名古屋市千種区に誕生
　　1953年　大垣市立興文小卒
　　1956年　大垣市立興文中卒
　　1959年　愛知県立明和高卒
　　1963年　慶応義塾大学経済学部卒、　富士製鉄（現日本製鉄）入社
　　1979年　新日本製鉄　経営企画部製鉄事業企画室　課長
　　1983年　同社　関連事業部　鉄鋼加工事業課長
　　1987年　同社　名古屋製鉄所　総務部長
　　1989年　同社　経営企画部長
　　1993年　同社　機材部長
　　1995年　同社　取締役　情報通信事業部長
　　　　　　　経団連情報通信委員会情報化部会長
　　1997年　同社　常務取締役　新規事業全般管掌
　　2000年　新日鉄情報通信システム　社長
　　2001年　新日鉄ソリューションズ（現日鉄ソリューションズ）を設立し、初代社長
　　2002年　同社を会社発足後１年にして、東京証券取引所1部に上場
　　2003年　同社　会長
　　2005年　社団法人情報サービス産業協会　第6代会長
　　2007年　新日鉄ソリューションズ　相談役
　　2009年　同社　相談役退任

　　2003年以降2019年にかけて　　
　　　　　　　（株）インターネットイニシアティブ　社外取締役
　　　　　　　　村田製作所（株）社外取締役
　　　　　　　　横河電機（株）社外取締役
　　　　　　　（株）燦ゴールディングズ　社外取締役
　　　　　　　（株）縄文アソシエイツ　社外監査役

　　　　　　　　西安交通大学栄誉教授

３著書など
　　「新規事業の哲学」　NTT出版から上梓
　　　　・・日本製鉄・日鉄ソリューションズ時代の体験をまとめた新規事業成功の要諦
　　　雑誌「財界」に『わたしの「敵対的M＆A」考』を4回にわたって寄稿
　　　　・・2,006年当時、TOB時代の到来ともいえるM＆A案件の多発に戸惑い、立ち
　　　　　　竦むう経営者を鼓舞する目的で持論を展開したもの
４賞罰
　　　経済産業大臣表彰（社会のＩT化促進に貢献）